# 曾正忠
曾正忠（1958年—）是台灣的漫畫家，出生於新竹市，畢業於復興美工。

## 簡歷
早期考上中央電影公司和光啟文教視聽節目服務社，擔任美工設計。當兵時曾擔任教育班長，讓他迷上了軍中元素，尤其是軍裝和兵器。因此，他的作品創作少不了戰鬥和槍枝的描繪。《歡樂漫畫半月刊》創刊時，請曾正忠畫在封底創作了12個殺手，並計劃以此主題推出十二本長篇故事，第一部《花心赤狐》就是描寫世界大戰。後來還畫了第二作《無膽狗熊TATAMI》，可惜此後無以為續。
- 1983年，原本在畫兒童插畫的曾正忠被洪德麟邀請來為《漫畫街》畫漫畫，處女作《霹靂手》卻改在《漫畫秀》發表。《歡樂漫畫》之後，曾正忠在《中央日報》發表《無限空間》，並應邀畫出跟侯孝賢導演的《尼羅河女兒》同名的漫畫版。
- 1985年間，曾正忠在《時報周刊》陸續發表了《變化球》、《狂飄十七》等作品。他也在民生報創辦的《兒童天地》雜誌發表了《石中人》，這是改編自樊聖醫生的小說。
- 1988年，曾正忠在《星期漫畫》上連載《遲來的決戰》；後來畫了汪笨湖的作品《陰間響馬》，是躍昇文化委託的單行本。
- 1992年，尖端出版社電玩雜誌《電視遊樂雜誌》開始取得日方授權化，自126期起委由曾正忠擔綱封面插圖繪製。
- 1990年，日本雜誌邀曾正忠發表作品卻因故失敗，稍遇挫折。除了大然文化出版舊作外，曾正忠也繼續發表《無膽狗熊》，累積了二本單行本。
- 1997年，曾正忠將原本計畫在日本雜誌發表卻停擺的作品改於東立出版社《龍少年》發表，並推出《CHINA TOWN》。不過《龍少年》於1998年因銷售不佳而停刊，也讓曾正忠的創作暫時中斷，迄今仍無新作品。

## 作品一覽
- 無膽狗熊TATAMI
- 花心赤狐
- 霹靂手
- 天竺鼠
- 石中人
- 遲來的決戰
- 陰間響馬
- CHINA TOWN
- 無限空間
- 變化球
- 狂飆十七
- 張雨生大兵日記
- 銅像城

### 插畫集
- 《曾正忠的狐狸幻想世界 THE DREAM OF TV GAMES' ADVENTURE》(尖端,1995年4月)